# MARIACHI
MARIACHI (англ. Mixed Apparatus for Radar Investigation of Cosmic-rays of High Ionization, змішаний апарат для радіолокаційного дослідження космічних променів високої іонізації) — апарат для виявлення космічних променів надвисоких енергій за допомогою бістатичної радіолокаційної інтерферометрії з використанням ультракороткохвильових передавачів. Назву MARIACHI також має дослідницький проєкт, створений і керований Брукгейвенською національною лабораторією на Лонг-Айленді у штаті Нью-Йорк у США, який спочатку мав на меті перевірити концепцію про те, що ультракороткохвильові сигнали можуть відбиватися від області іонізації, створеної космічним променем в атмосфері. Згодом увага проєкту перемістилась на спробу виявлення відбивання радіохвиль від області іонізації, створеної високоенергетичним пучком частинок від приладу, розташованого в Лабораторії космічної радіації НАСА Брукгейвенської національної лабораторії.
Співробітники MARIACHI сподівались, що апарат виявлятиме космічні промені надвисоких енергій на набагато більших площах, ніж це було можливо раніше, і що він також виявлятиме потік нейтрино надвисокої енергії. Як наземні детектори використовувались сцинтилятори, які будували й експлуатували учні та вчителі середніх шкіл.
Проєкт MARIACHI був, по суті, громадським проєктом для школярів і студентів, а не повномасштабним науковим експериментом. Він був задуманий наприкінці 2000-х років і тривав різний час на різних станціях. Наприклад, середня школа в Нью-Йорку продовжувала вимірювання MARIACHI протягом 8-річного періоду між 2008 і 2016 роками, і результати цих вимірювань були опубліковані в 2016 році. Вимірювання проводили також інші установи (середні школи, коледжі тощо).